# Miya (langue)
Pour les articles homonymes, voir Miya.
Le miya est une langue tchadique parlée au Nigeria.

## Écriture
| ʼ | ə | a | b | ɓ | c | d | ɗ | e | f | g | h | i | j | k | l | m | n | o | p | r | s | t | u | v | w | y | z |

Les digrammes suivants sont utilisés : ‹ dl dz gh mb nd ndz ng nz sh tl ts zh ›.